# 弗里德里希·灿德尔
弗里德里希·阿尔图罗维奇·灿德尔（俄语：Фридрих Артурович Цандер; 1887年8月11日—1933年3月28日），苏联航天学家，波罗的海德国人。他与康斯坦丁·齊奧爾科夫斯基不同，后者倾向于在太空建立全人工的殖民地，而灿德尔的想法是直接在已有的星球上建立基地。

## 生平
灿德尔生于里加，小时候爱好天文学和航天，中学时就曾亲自验证齊奧爾科夫斯基的一些计算。1905年10月里加工学院因革命而停课，他转往但泽高等技术学校，1907年回到里加工学院，1914年毕业。之后供职于橡胶工厂，1917年开始设计飞船，1924年倡议建立星際旅行研究學會。1930年调到中央航空发动机制造研究所。1932年4月成为喷气推进研究室第一课题组负责人。晚年于莫斯科航空学院授课，1933年因伤寒逝世。

## 工作
1908年发表《实现星际飞行的宇宙飞船》，1910年发表了对哈雷彗星的观测计算结果。工作以后开始研究宇宙温室，探讨密闭生活的可能性。1909年设想将结构材料用于火箭燃料，1917年开始设计飞船。他计算了能够平衡考虑时间和能量消耗的宇宙空间轨道。整个1920年代，他致力于为火箭技术奠定基础。在中央航空发动机制造研究所，他研制了OP-1型发动机，启发了后来的宇宙飞船液体火箭动力装置。在喷气推进研究室，灿德尔领导了OP-2型发动机、гирд-09和гирд-X型火箭的设计。